# Melleruds församling
Melleruds församling är en församling i Dalslands kontrakt i Karlstads stift. Församlingen ligger i Melleruds kommun i Västra Götalands län (Dalsland). Församlingen utgör ett enförsamlingspastorat.

## Administrativ historik
Församlingen bildades 2025 genom sammanslagning av Skålleruds, Holms, Örs och Bolstads församlingar och utgör ett enförsamlingspastorat.

## Kyrkor
- Skålleruds kyrka
- Holms kyrka
- Järns kyrka
- Melleruds kapell
- Dalskogs kyrka
- Gunnarsnäs kyrka
- Örs kyrka
- Bolstads kyrka
- Erikstads kyrka
- Grinstads kyrka
- Klöveskogs kyrka